# Бойлермейкер (коктейль)

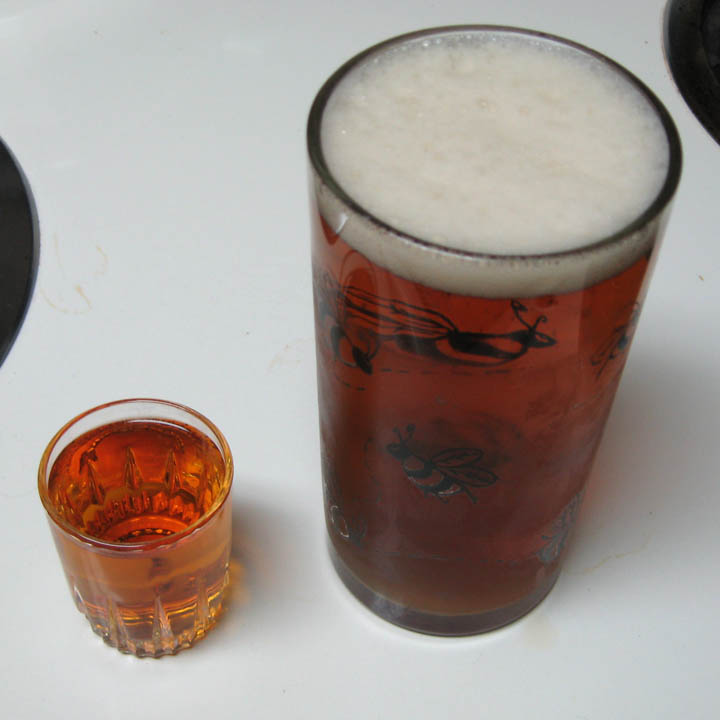
Інгредієнти американської версії бойлермейкера

Назва бойлермейкер (англ. boilermaker) може стосуватись двох видів пивного коктейлю. В американській термінології цей напій складається зі склянки пива та шоту віскі. Пиво подають або як чейсер (напій, що п'ють після міцного алкоголю) або змішаним з віскі. Поєднання шоту з пивом пришвидшує настання хмільного ефекту алкоголю. Коли пиво подають як чейсер, то такий напій називають шот з пивом. У Філадельфії його зазвичай називають Міський фірмовий (англ. Citywide Special), часто це поєднання недорогого пива з недорогим віскі.
У Великій Британії терміном бойлермейкер звуть пів пінти бочкового м'якого елю, змішаної з пів пінти пляшкового коричневого елю. Використання цього терміна в британських пабах можна простежити аж до 1920 років.

## Пиття
Існує кілька підходів до пиття американського бойлермейкеру:
- Традиційно, лікер п'ють одним ковтком та потроху «доганяють» пивом.
- Лікер та пиво можуть змішувати, виливаючи чи впускаючи шот у пиво. За бажання, суміш можуть перемішати. Якщо склянку шоту таки впускають у пивний келих, то напій називають шотом-бомбою.
- Лікер можуть налити прямісінько у щойно відкорковану пляшку пива, або трохи згодом, коли певну кількість пива вже надпито.

## Схожі напої
Існують інші поєднання шоту й пива; серед традиційних це такі:
- Вистріл в голову (нід. Kopstootje), голландське поєднання Женеверу (місцевого джину) та пива[4]. Термін започатковано у 1943 році[5].
- Меню джентльмена (нім. Herrengedeck), німецьке поєднання зернового бренді Korn та пива.